# لی جون گی
لی جون گی (کره‌ای: 이준기؛ زادهٔ ۱۷ آوریل ۱۹۸۲) بازیگر، خواننده، رقصنده، مدل اهل کره جنوبی است. او در اولین نقش اصلی خود با بازی در نقش یک دلقک در فیلم تحسین شده پادشاه و دلقک (۲۰۰۵) به شهرت رسید و در مجموعهٔ تلویزیونی کمدی رمانتیک دختر من (۰۶-۲۰۰۵) شهرت بیشتری به دست آورد. از آن زمان، لی به ژانرهای دیگری مانند درام‌های تاریخی، اکشن و هیجان‌انگیز تمایل پیدا کرد. او همچنین به خاطر بازی در سریال عاشقان ماه (۲۰۱۶) در نقش وانگ سو شناخته شده است. محبوبیت کار او در خارج از کره جنوبی، به ویژه در آسیا، او را به عنوان یک ستاره برتر هالیو معرفی کرده است.

## اوایل زندگی
لی جون گی در بوسان به دنیا آمد اما دوران تحصیل خود را در چانگ‌وون گذراند. او در ابتدای دوران دبیرستان پس از تماشای تئاتر هملت به هنرهای نمایشی علاقه‌مند شد. پس از پایان دبیرستان، او برخلاف میل والدینش برای ورود به دانشگاه، به سئول رفت تا در صنعت سرگرمی فعالیت کند. برای چندین سال، لی در مشاغل پاره‌وقت مختلف مانند پیشخدمت در حین انجام تست بازیگری برای نقش‌ها کار کرد و همچنین در سال ۲۰۰۱ به عنوان یک مدل تجاری اولین کارش را آغاز کرد. او با بورسیهٔ تحصیلی در مؤسسه هنر سئول پذیرفته شد. و در سال ۲۰۰۷ فارغ‌التحصیل شد.

## زندگی شخصی
لی از یادگیری و تمرین انواع مختلف هنرهای رزمی در اوقات فراغت خود لذت می‌برد. پدرش او را در دوران کودکی برای کلاس‌های هنرهای رزمی ثبت نام کرده بود تا او را از دردسر دور نگه دارد، او تا بزرگسالی به تمرین بیشتر برای آماده شدن برای نقش های خاص ادامه داد. به دلیل مهارت او در تکواندو و چندین نوع دیگر از هنرهای رزمی، وی به ندرت از بدلکاری برای صحنه‌های مبارزه استفاده می‌کند و در صنعت سرگرمی به عنوان یکی از برترین ستاره‌های اکشن کره جنوبی شناخته می‌شود.

## فیلم‌شناسی

### فیلم
| سال  | عنوان                    | نقش         | توضیحات                | منابع         |
| ---- | ------------------------ | ----------- | ---------------------- | ------------- |
| ۲۰۰۴ | هتل ونوس                 | پسر         | تولید ژاپن             | [ ۱۹ ] [ ۲۰ ] |
| ۲۰۰۴ | پسران پرنده              | دونگ وان    |                        | [ ۱۹ ] [ ۲۰ ] |
| ۲۰۰۵ | پادشاه و دلقک            | گونگ گیل    |                        |               |
| ۲۰۰۶ | پرواز کن پدر، پرواز      | گو سونگ سوک |                        | [ ۲۱ ]        |
| ۲۰۰۷ | ۱۸ مه                    | کانگ جین وو |                        | [ ۲۲ ]        |
| ۲۰۰۷ | برف پاک                  | کیم مین     | محصول مشترک کره و ژاپن | [ ۲۳ ]        |
| ۲۰۱۶ | هرگز خداحافظی نکرد       | جون هو      | تولید چین              | [ ۲۴ ]        |
| ۲۰۱۶ | رزیدنت ایول: قسمت پایانی | فرمانده چو  | تولید مشترک بین‌المللی  | [ ۲۵ ]        |

### مجموعه تلویزیونی
| سال  | عنوان                     | نقش                           | توضیحات                 | منابع  |
| ---- | ------------------------- | ----------------------------- | ----------------------- | ------ |
| ۲۰۰۳ | بی‌وقفه۴                   | خودش                          | حضور افتخاری            |        |
| ۲۰۰۴ | درام سیتی — چه باید بکنم؟ | سونگ هو                       | حضور افتخاری، (قسمت۲۳۴) | [ ۲۰ ] |
| ۲۰۰۴ | انعکاس ستاره              | چان گیو                       |                         | [ ۲۶ ] |
| ۲۰۰۵ | دختر من                   | سو جونگ وو                    |                         | [ ۲۷ ] |
| ۲۰۰۶ | صد و یکمین پیشنهاد        | خودش                          | حضور افتخاری (قسمت ۱)   | [ ۲۸ ] |
| ۲۰۰۷ | گرگ و میش                 | لی سو هیون / کای              |                         | [ ۲۹ ] |
| ۲۰۰۸ | ایلجیما                   | یونگ / لی گوم                 |                         | [ ۳۰ ] |
| ۲۰۰۹ | قهرمان                    | جین دو هیوک                   |                         | [ ۳۱ ] |
| ۲۰۱۲ | آرانگ و دادرس             | کیم اون اوه                   |                         | [ ۳۲ ] |
| ۲۰۱۳ | دو هفته                   | جانگ ته سان                   |                         | [ ۳۳ ] |
| ۲۰۱۴ | تفنگدار چوسان             | پارک یون کانگ/ هاسه‌گاوا هانجو |                         | [ ۳۴ ] |
| ۲۰۱۵ | دانشمند شبگرد             | کیم سونگ یول                  |                         | [ ۳۵ ] |
| ۲۰۱۵ | او زیبا بود               | خودش                          | حضور افتخاری (قسمت ۹)   | [ ۳۶ ] |
| ۲۰۱۶ | عاشقان ماه                | شاهزاده چهارم وانگ سو         |                         | [ ۳۷ ] |
| ۲۰۱۷ | ذهن‌های جنایتکار           | کیم هیون جون                  |                         | [ ۳۸ ] |
| ۲۰۱۸ | وکیل بی‌قانون              | بونگ سانگ پیل                 |                         | [ ۳۹ ] |
| ۲۰۱۹ | هتل دل لونا               | جن‌گیر                         | حضور افتخاری (قسمت۳)    | [ ۴۰ ] |
| ۲۰۲۰ | گل شیطان                  | بک هی سونگ / دو هیون سو       |                         | [ ۴۱ ] |
| ۲۰۲۲ | زندگی دوباره من           | کیم هی وو                     |                         | [ ۴۲ ] |
| ۲۰۲۳ | سرگذشت آسدال              | اونسوم / سایا                 | فصل ۲                   | [ ۴۳ ] |

### مجموعه اینترنتی
| سال  | عنوان                      | نقش  | توضیحات  | منابع  |
| ---- | -------------------------- | ---- | -------- | ------ |
| ۲۰۱۶ | اولین بوسه برای هفتمین بار | خودش | قسمت ۱–۲ | [ ۴۴ ] |
| ۲۰۱۸ | ملکه‌سازان پنهان            | خودش | قسمت ۶   | [ ۴۵ ] |